# 榴岡
榴岡（つつじがおか）は、宮城県仙台市宮城野区の地名。榴岡一丁目から榴岡五丁目までが設置されている。郵便番号は983-0852（仙台東郵便局の集配区）。

## 地理
JR仙台駅東口一帯にあたる。仙台市都心部東側に位置し、宮城野通り、東七番丁通り、東八番丁通りの各通り沿いを中心にオフィス街が形成されている。宮城野通の地下の仙台トンネルをJR仙石線が走っており、宮城野通および東八番丁の地下には仙台市地下鉄東西線が通っている。
なお、「ケ」が入る榴ケ岡（つつじがおか、郵便番号は983-0851）という地名が、榴岡五丁目北側の榴岡天満宮周辺（宮城野撓曲南西部）に同住居表示施行前から存在する。

## 歴史
仙台駅東口はかつて「駅裏」と言われ、低層住宅・寺院・工場が混在するインナーシティであったが、1973年（昭和48年）8月より仙台駅東第一土地区画整理事業が施行され街並みが一変した。1988年（昭和63年）2月6日には宮城野通周辺地区の都市計画が決定され、同年、住居表示施行により「榴岡」という地名が同土地区画整理事業実施地区に付けられた。2023年（令和5年）、宮城県暴力団排除条例に基づき、榴岡1丁目、2丁目が暴力団排除特別強化地域に指定された。

## 世帯数と人口
2017年（平成29年）4月1日現在の世帯数と人口は以下の通りである。
| 丁目       | 世帯数    | 人口    |
| ---------- | --------- | ------- |
| 榴岡一丁目 | 196世帯   | 282人   |
| 榴岡二丁目 | 292世帯   | 506人   |
| 榴岡三丁目 | 919世帯   | 1,642人 |
| 榴岡四丁目 | 438世帯   | 769人   |
| 榴岡五丁目 | 703世帯   | 1,288人 |
| 計         | 2,548世帯 | 4,487人 |

## 施設

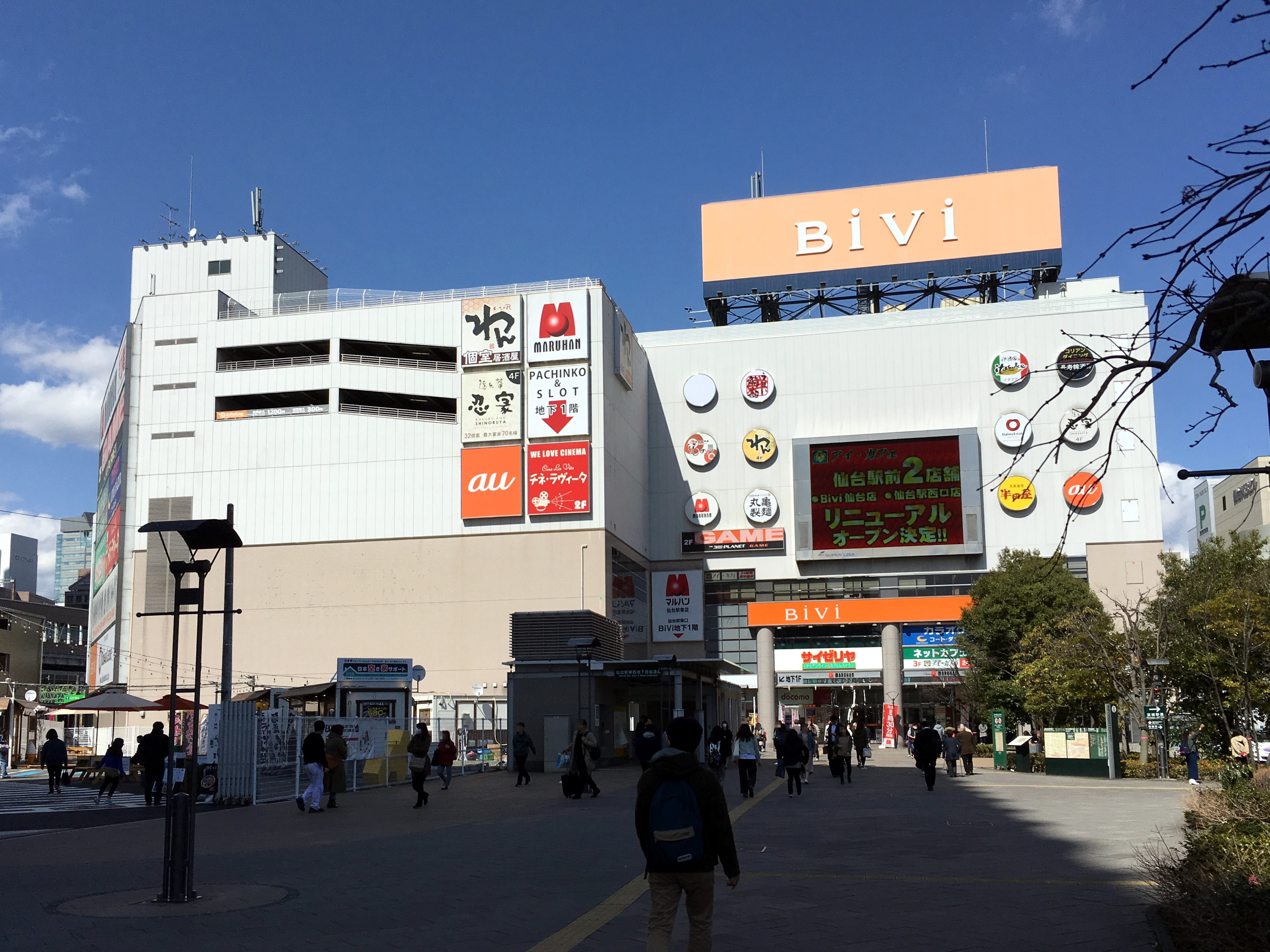
BiVi仙台駅東口

### 榴岡一丁目
- 東日本旅客鉄道（JR東日本）仙石線・仙台駅
- 仙台駅東口バスプール
- JR仙台イーストゲートビル
  - ホテルメトロポリタン仙台イースト
- ヨドバシ仙台第1ビル
  - ヨドバシカメラマルチメディア仙台
  - ヨドバシ仙台第一ビルバスターミナル
- ヨドバシ仙台第2ビル
- 駿台予備学校仙台校

### 榴岡二丁目
- 仙台東警察署仙台駅東口交番
- BiVi仙台駅東口
- 東北福祉大学仙台駅東口キャンパス
- 七十七銀行仙台東口支店
- 初恋通り

### 榴岡三丁目
- やまや
- 仙台銀行仙台東口支店
- tbcハウジングステーション

### 榴岡四丁目
- 仙台市地下鉄東西線・宮城野通駅
- ユアテック
- パルシティ仙台
  - 仙台市生涯学習支援センター
  - 仙台市榴岡図書館
- 孝勝寺

### 榴岡五丁目
- 東日本旅客鉄道（JR東日本）仙石線・榴ケ岡駅
- 仙台サンプラザ

## その他
榴岡を冠していながら、町域内に所在しないものに下記のものがある。
- 榴岡公園（宮城野区五輪、榴ヶ岡、宮城野）
- 仙台市立榴岡小学校（宮城野区榴ケ岡）